# メルボルン・レクタンギュラー・スタジアム
メルボルン・レクタンギュラー・スタジアム(英: Melbourne Rectangular Stadium)はオーストラリア・メルボルンのメルボルン・パークに隣接する球技場。命名権で呼ぶ場合はAAMIパーク（AAMI Park）と呼ばれる。メルボルン・シティとメルボルン・ビクトリー、NRLメルボルン・ストームの共同本拠スタジアムでもある。
レクタンギュラーは長方形を意味する。
完成は2010年5月7日で、オーストラリア対ニュージーランドとのラグビーリーグの試合が行われた。
外観は北京の国家水泳センターやミュンヘンのアリアンツ・アレーナ同様、ETFE膜で覆われている。